# Geopyxis
Geopyxis är ett släkte av svampar. Geopyxis ingår i familjen Pyronemataceae, ordningen skålsvampar, klassen Pezizomycetes, divisionen sporsäcksvampar och riket svampar.

## Källor

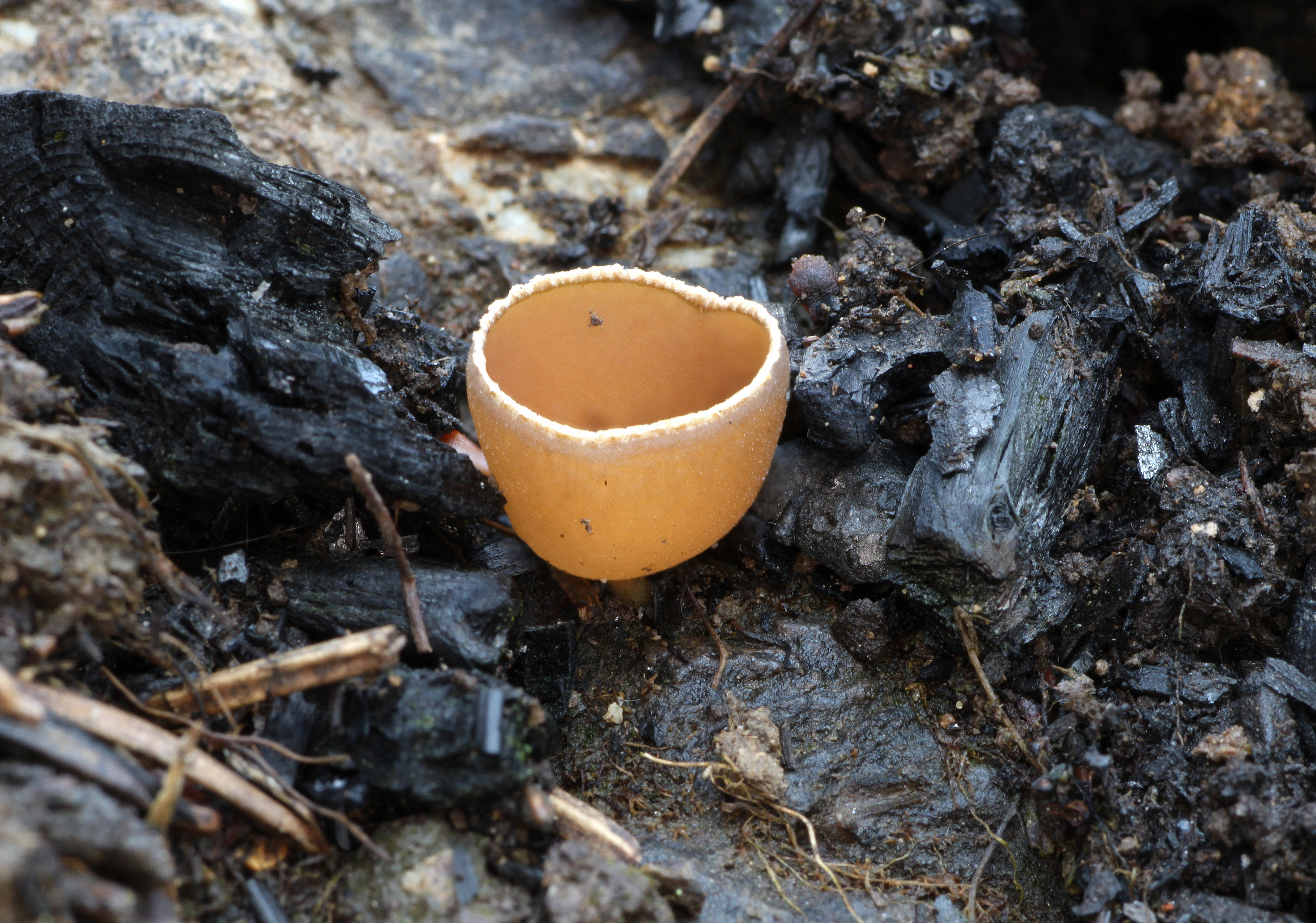